# 胜利航空
勝利航空（俄语：Победа）是俄罗斯一家廉价航空公司，总部位于莫斯科伏努科沃国际机场，分部位于阿纳帕和索契等两个城市，主要負責运营俄國境内航线和飞往欧洲的国际航线，乃俄罗斯航空的全资子公司。

## 機隊

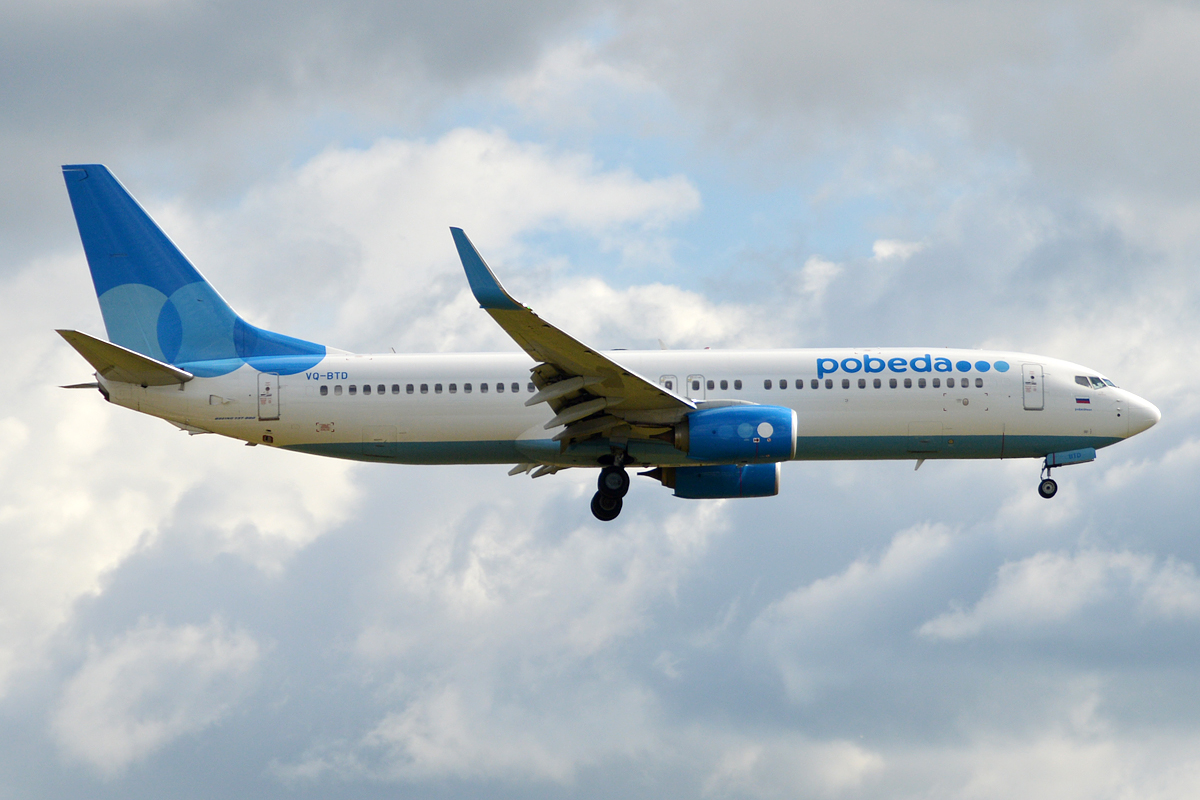
勝利航空一架波音737客機

## 外部連結
- 勝利航空官網 （页面存档备份，存于）
- 胜利航空的Facebook專頁